# Louis Edwards
Louis Charles Edwards (15. juni 1914 i Salford, Lancashire – 25. februar 1980) var en engelsk forretningsmand, der er mest kendt for sit arbejde som formand for Manchester United F.C. fra 1965 indtil hans død i 1980.
Han døde af et hjerteslag. Hans søn, Martin Edwards, afløste ham som formand for Manchester United.